# أبو جرج (قرية)
قرية أبو جرج هي إحدى القرى التابعة لمركز بني مزار بمحافظة المنيا في جمهورية مصر العربية. حسب إحصاءات سنة 2006، بلغ إجمالي السكان في أبو جرج 26094 نسمة، منهم 13134 رجلا و12960 امرأة.

## أعلام
- مصطفى عبد الرازق